# Francisco de Paula Victor (Bischof)
Francisco de Paula Victor (* 11. November 1935 in Paraisópolis, Brasilien; † 21. November 2018 in Brasília) war ein brasilianischer Geistlicher und römisch-katholischer Weihbischof in Brasília.

## Leben
Francisco de Paula Victor empfing am 1. Dezember 1990  die Priesterweihe für das Erzbistum Brasília.
Papst Johannes Paul II. ernannte ihn am 28. August 1996 zum Weihbischof in Brasília und Titularbischof von Turres in Numidia.
Der Erzbischof von Brasília, José Kardinal Freire Falcão, spendete ihm am 26. Oktober desselben Jahres die Bischofsweihe; Mitkonsekratoren waren Erzbischof Alfio Rapisarda, Apostolischer Nuntius in Brasilien, und Geraldo do Espírito Santo Ávila, Erzbischof des Brasilianischen Militärordinariates.
Am 23. Februar 2011 nahm Papst Benedikt XVI. seinen altersbedingten Rücktritt an.